# Micaela Chirif
Micaela Chirif Camino (Lima, 1973) es una escritora y poeta peruana.

## Biografía
Micaela Chirif tiene una licenciatura Filosofía por la Pontificia Universidad Católica del Perú y un máster en Libros y Literatura Infantil y Juvenil por la Universidad Autónoma de Barcelona. Su primera producción literaria estuvo dedicada a la poesía. Posteriormente se dedicó a la literatura infantil, en especial al formato del libro álbum. En los últimos años ha incursionado también en el libro informativo.
En el año 2013, su libro Más te vale, mastodonte ganó el concurso internacional de álbum ilustrado A la orilla del viento que convoca el Fondo de Cultura Económica.
Cuatro de sus libros figuran en la selección White Ravens que elabora la Internationale Jugendbibliothek de Múnich: Buenas noches, Martina (2010), Desayuno (2014), Dentro de una cebra (2019) y Sabor (2023).
En el año 2015, la Galería Estampa editó una antología ilustrada de sus poemas bajo el título Una flor amarilla. Al año siguiente publicaría Un circo sin carpa, una novela escrita en colaboración con Carlos Yushimito.
En 2017, su libro ¿Dónde está Tomás? obtuvo el premio Fundación Cuatrogatos y una mención de honor Medalla Colibrí que entrega IBBY Chile . La traducción al portugués, Onde está Tomás? recibió el 2020 el Premio Cátedra UNESCO de Leitura PUC Rio y fue incluido en los 30 mejores libros del año por la revista Crescer.
El año 2019 su libro Dentro de una cebra obtuvo una mención de honor en el Talking Pictures Award de la New York Rights Fair y fue incluido en la selección White Ravens 2019.
En octubre de 2019 obtuvo el Premio Hispanoamericano de Poesía para Niños por su libro El mar.
En 2022 el libro Cristina juega fue incluido como ganador en la categoría poesía de Los mejores del Banco de Libro y su libro Una noche sin dormir fue elegido por la Biblioteca Pública de Nueva York entre los diez mejores libros en español publicados ese año.
En 2023, la traducción al italiano de su libro El mar obtuvo el Premio Letterario Osilo.
En 2024 obtuvo el Premio Fundación Cuatrogatos por Los hijos del Sol y Los Primeros Favoritos de ALIJA por Una noche sin dormir.
Sus libros figuran en selecciones de instituciones como la Internationale Jugendbibliothek, Fundalectura, IBBY México, Banco del Libro, CERLALC y la Fundación Germán Sánchez Ruipérez. Ha sido traducida al alemán, inglés, euskera, italiano, francés, chino, ruso, portugués, japonés y coreano.
Ha dado charlas, talleres y seminarios para diversas diversas instituciones internacionales.

## Literatura infantil y juvenil
- Don Antonio y el albatros (Lima: Peisa, 2008) en coautoría con José Watanabe. Ilustraciones de Víctor Aguilar
- Buenas noches, Martina (Lima: Peisa, 2009). Ilustraciones de Gabriel Alayza
- En forma de palabras (Lima: Polifonía, 2010). Ilustraciones de Gabriel Alayza
- El contorsionista (Lima: Museo de Arte de Lima, 2011). Ilustraciones de Luis Castellanos
- Desayuno (Lima: Polifonía, 2013; SM Brasil, 2015; Epigram, 2016). Ilustraciones de Gabriel Alayza
- Más te vale, mastodonte (México: Fondo de Cultura Económica, 2014; World Library, 2015; Pere Fouettard, 2016; Sao Paulo, Jujuba, 2024). Ilustraciones de Issa Watanabe
- ¿Dónde está Tomás? (Santiago: Ediciones Ekaré, 2016; Kidari, 2017; Jujuba, 2019). Ilustraciones de Leire Salaberria
- Al otro lado (Lima: Planeta, 2016)
- Un circo sin carpa (Lima: Montena, 2016) en coautoría con Carlos Yushimito
- ¡A dormir, Nicolás! (Lima: Planeta, 2016; Santiago: Planeta; Ciudad de México: Planeta; Sao Paulo: Planeta)
- La pelota (Lima: Planeta, 2016)
- Niebla (Santiago: Amanuta, 2018). Ilustraciones de Carmen Cardemil
- Dentro de una cebra (Buenos Aires: Limonero, 2018; Txalaparta, 2021; Roma: Gallucci, 2022; Sao Paulo: Mundo Benvira, 2023). Con Renato Moriconi
- ¿Cantamos o no cantamos? (Santiago: Hueders, 2019). Antología de haikus de insectos y animales pequeños. Selección: Micaela Chirif y María José Ferrada. Ilustraciones: Karina Letelier
- Animales peruanos (Lima: Planeta, 2020, 2021 y 2022). Con Loreto Salinas
- Hermana y hermano (Lima: Panamericana, 2020; Lima: Planeta, 2023). Ilustraciones de Jéssica Valdez
- Las ovejas (Buenos Aires: Limonero, 2020; Levine Querido, 2021; Seul: Kinderland, 2022). Con Amanda Mijangos
- Una canción que no conozco (México: Fondo de Cultura Económica, 2020). Con Juan Palomino
- Cristina juega (Bogotá: Cataplum, 2021; Sao Paulo: Companhia das Letrinhas, 2024; Canada and US: Orca Books). Con Paula Ortiz
- Animales peruanos para jugar y colorear (Lima: Planeta, 2021). Con Loreto Salinas
- El mar (Ciudad de México: Fondo de Cultura Económica, 2021; Basel: Baobab Books, 2022; Milan: Terre di Mezzo, 2022). Ilustraciones de Armando Fonseca, Amanda Mijangos y Juan Palomino
- Navegar por los aires (Lima: Biblioteca Nacional del Perú, 2021). Ilustraciones de Jessica Valdez
- Una noche sin dormir (Buenos Aires: Lecturita, 2022; Seul: Kidari, 2023; Sao Paulo: Callis, 2024; Beijing: The Eastern Publishing, 2025). Con Joaquin Camp
- Inti Sol Killa Luna. Diccionario ilustrado quechua castellano (Lima: Planeta, 2022). Con Yesenia Montes. Ilustraciones de Amanda Mijangos y Armando Fonseca
- Sabor (Ciudad de México: Océano Travesía, 2023; Mantova: Corraini, 2023; Utrech: Parade, 2024; París: Nathan, 2025; Quebec: Monsieur Ed, 2025; Miami; Tra Publishing, 2025). Con Ignacio Medina. Ilustraciones de Andrea Antinori
- La montaña (Lima: Planeta, 2023; Bogotá: Planeta 2023). Con Sabina Schürman
- Los hijos del Sol (Pontevedra: Kalandraka, 2023; Moscú: Samokat, 2025; Grand Rapids: Eerdmans, 2025). Ilustraciones de Juan Palomino
- Desayuno (Buenos Aires: Limonero, 2023). Con Gabriel Alayza
- En forma de palabras (Ciudad de México: Castillo, 2024). Con Fabiola Anchorena
- Dieci testi. Con Mercè Galí. (Padova: Kite Edizioni, 2025; Lisboa: Alfarroba, 2025; Hoorn: Hoogland & Van Klaveren, 2025)
- Miel (Bogotá, Cataplum, 2025) Ilustraciones de Juliana Salcedo

## Poesía para adultos
- De vuelta (Lima: Colmillo Blanco, 2001)
- Cualquier cielo (Lima: Mundo Ajeno, 2008)
- Sobre mi almohada una cabeza (Valencia: Editorial Pre-Textos, 2012)
- Una flor amarilla (antología) (Madrid: Galería Estampa, 2015). Ilustrada por Karina Beltrán

## Premios y distinciones
- Selección White Ravens 2010, de la International Youth Library, por Buenas noches, Martina. «White Ravens 2010». Consultado el 23 de octubre de 2016.
- Premio A la orilla del viento del Fondo de Cultura Económica por Más te vale, mastodonte.«FCE presenta álbum ganador del concurso A la orilla del viento 2013». Consultado el 23 de octubre de 2016.
- Selección White Ravens 2014, de la International Youth Library, por Desayuno.Babar. «White Ravens 2014». Consultado el 23 de octubre de 2016.
- Medalla Colibrí de IBBY Chile 2016, por ¿Dónde está Tomás?
- Premio Fundación Cuatrogatos por ¿Dónde está Tomás? Fundación Cuatrogatos. «Premio Fundación Cuatrogatos». Archivado desde el original el 2 de febrero de 2017. Consultado el 30 de enero de 2017.
- Mención de honor Talking Pictures Award 2019 de la New York Rights Fair
- Selección White Ravens 2019 por Dentro de una cebra. The White Ravens
- Premio Hispanoamericano de Poesía para Niños 2019. Fundación para las Letras Mexicanas
- Premio Cátedra UNESCO de Lectura PUC RIO 2019 por ¿Dónde está Tomás?
- Os 30 Melhores livros infantis do ano 2020 por ¿Dónde está Tomás?
- Argentina Key Titles 2021. Las ovejas
- Libros altamente recomendados 2022 - Selección Fundalectura. Cristina juega
- Los mejores del Banco del Libro 2022 por Cristina juega
- Lista de Honor de IBBY 2022 por Una canción que no conozco
- Lista de Honor de IBBY 2022 (ilustraciones de Jessica Valdez) por Hermana y hermano
- Top 10 de Los mejores libros para niños en español por Una noche sin dormir. 2022, Biblioteca Pública de Nueva York
- Selección Premio Internacional de Literatura Chen Bonchui (China) por Una noche sin dormir. 2022
- 100 outstanding picturebooks 2023. Dpictus curated. Una noche sin dormir.
- Libros altamente recomendados 2023 - Fundalectura. Una canción que no conozco
- The World Through Picture Books. Selección Iinternational Federation of Library Associations and Institutions 2023. ¡Más te vale, mastodonte!
- Premio Letterario Osilo 2023 por La forma del mare. Cerdeña, Italia
- Selección White Ravens 2023, de la International Youth Library, por Sabor «White Ravens Database». Consultado el 23 de octubre de 2023.
- Premio Fundación Cuatrogatos 2024, por Los hijos del sol «Premio Cuatrogatos». Consultado el 28 de enero de 2024.
- Los primeros favoritos, 2024. Asociación de Literatura Infantil y Juvenil Argentina - ALIJA. Por Una noche sin dormir
- 2025 Mildred L. Batchelder Honor Book. A sleepless night
- 2025 International Outstanding Books. USBBY. A sleepless night
- Os melhores livros infantis 2025. Revista Crescer. Por Não apronte, mastodonte!